# División de Honor femenina de balonmano 2023-24
La División de Honor femenina de balonmano 2023-24, denominada por motivos de patrocinio Liga Guerreras Iberdrola, es la 67.ª edición de la competición de liga de la máxima categoría femenina del balonmano en España. El Superamara bera bera se proclamó campeón de la competición.

## Sistema de competición
Al igual que la temporada 2022-2023 se realizará una competición con la disputa de un play-off por el título y un play-down por el descenso pero con ligeras diferencias aprobadas en la asamblea de la Real Federación Española de Balonmano.

### Liga regular
Los 12 participantes jugarán una liga con formato tradicional, a doble partido, dos puntos por victoria, 1 por empate y 0 por partido perdido para conformar una tabla con el orden clasificatorio.

### Eliminatoria por el título
- lo jugarán los 8 primeros clasificados de la temporada regular.
- Se dividirán en cuartos de final, semifinales y final en una eliminatoria a ida y vuelta.
- En caso de empate en la eliminatoria (doble empate o una victoria para cada equipo), se resuelve con una prórroga y tanda de siete metros al término del segundo encuentro.
- Los enfrentamientos de cuartos de final serán en base a la clasificación: así el primer clasificado se enfrentará al octavo (P1), el segundo clasificado al séptimo (P2), el tercer clasificado con el sexto (P3) y el cuarto con el quinto clasificado (P4). Los partidos tendrán el partido de ida en el campo del peor clasificado en la liga regular.
- La primera semifinal la juegan P1 contra P4 y la segunda semifinal P2 contra P3, con el factor cancha favorable al mejor clasificado en liga regular.
- La final se jugará al el primer partido en el campo del peor clasificado y el segundo en el campo del mejor clasificado.
- Los equipos eliminados en semifinales se enfrentarán en una eliminatoria para decidir el tercer puesto.

### Eliminatoria 5º - 8º puesto
Los cuatro equipos eliminados en cuartos de final se enfrentarán entre sí para pelear por el quinto, sexto, séptimo y octavo puesto de la clasificación. El equipo mejor clasificado de la fase regular se medirá en una eliminatoria a ida y vuelta contra el peor clasificado, siendo el primer partido en casa de este último. Los otros dos equipos comenzarían la eliminatoria en casa del peor clasificado. Los ganadores de ambas eliminatorias se cruzarán para determinar la quinta y sexta posición de la eliminatoria y, los perdedores, se enfrentarán por la séptima y octava plaza en juego.

### Eliminatoria por la permanencia
- lo jugarán los 4 últimos clasificados.
- se establecerá un grupo único arrastrando los resultados de la liga ordinaria.
- cada uno de los equipos se enfrentarán en ida y vuelta y los resultados obtenidos se sumarán a los puntos que arrastran de los partidos directos entre ellos.

### Descenso
Al ampliar a 14 equipos la competición para la Liga 2024-25 sólo descenderá un equipo.

## Equipos
| Equipo                            | Localidad     | Estadio                                   |
| --------------------------------- | ------------- | ----------------------------------------- |
| Costa del Sol Málaga              | Málaga        | Pabellón José Luis Pérez Canca            |
| Super Amara Bera Bera             | San Sebastián | Polideportivo Municipal Bidebieta         |
| Caja Rural Aula Valladolid        | Valladolid    | Polideportivo Huerta del Rey              |
| Mecalia Atl. Guardes              | La Guardia    | Pabellón Municipal de A Sangriña          |
| KH-7 BM Granollers                | Granollers    | Palacio de Deportes de Granollers         |
| atticgo Balonmano Elche           | Elche         | Pabellón Municipal Esperanza Lag          |
| Rocasa Gran Canaria               | Telde         | Pabellón Insular Antonio Moreno           |
| motive.co Gijón                   | Gijón         | Pabellón de Deportes La Arena             |
| Conservas Orbe Rubensa BM Porriño | Porriño       | Pabellón Municipal de Porriño             |
| Replasa Beti-Onak                 | Villava       | Polideportivo Municipal Hermanos Induráin |
| Lobas Global Atac Oviedo          | Oviedo        | Florida Arena                             |
| Elda Prestigio                    | Elda          | Pabellón Ciudad de Elda                   |

## Clasificación

### Fase regular
|                                                                    | Equipo                            | Puntos | J  | G  | E | P  | GF  | GC  | DG   |
| ------------------------------------------------------------------ | --------------------------------- | ------ | -- | -- | - | -- | --- | --- | ---- |
| 1                                                                  | Atticgo Balonmano Elche           | 37     | 22 | 18 | 1 | 3  | 645 | 500 | 145  |
| 2                                                                  | Costa del Sol Málaga              | 36     | 22 | 18 | 0 | 4  | 562 | 518 | 44   |
| 3                                                                  | Super Amara Bera Bera             | 36     | 22 | 16 | 4 | 2  | 666 | 528 | 138  |
| 4                                                                  | Conservas Orbe Rubensa BM Porriño | 29     | 22 | 14 | 1 | 7  | 554 | 504 | 50   |
| 5                                                                  | Mecalia Atlético Guardes          | 28     | 22 | 14 | 0 | 8  | 601 | 564 | 37   |
| 6                                                                  | Caja Rural Aula Valladolid        | 27     | 22 | 13 | 1 | 8  | 635 | 605 | 30   |
| 7                                                                  | KH-7 BM. Granollers               | 24     | 22 | 11 | 2 | 9  | 618 | 608 | 10   |
| 8                                                                  | Replasa Beti Onak                 | 18     | 22 | 9  | 0 | 13 | 526 | 572 | -46  |
| 9                                                                  | Rocasa Gran Canaria               | 15     | 22 | 7  | 1 | 14 | 520 | 571 | -51  |
| 10                                                                 | Elda Prestigio                    | 6      | 22 | 3  | 0 | 19 | 526 | 654 | -128 |
| 11                                                                 | Motive.co Gijón                   | 6      | 22 | 3  | 0 | 19 | 516 | 609 | -93  |
| 12                                                                 | Lobas Global Atac Oviedo          | 2      | 22 | 1  | 0 | 21 | 518 | 654 | -136 |
| Fuente: Federación Española de Balonmano; actualización automática |                                   |        |    |    |   |    |     |     |      |

### Eliminatorias por el título
|  | Cuartos de final    | Cuartos de final                  | Cuartos de final    | Cuartos de final                  | Cuartos de final    |    |                         | Semifinales                          | Semifinales                          | Semifinales                          | Semifinales                          | Semifinales                          |   |                         | Final | Final | Final | Final | Final |  |
|  | 20 de abril de 2024 | 20 de abril de 2024               | 20 de abril de 2024 | 20 de abril de 2024               | 20 de abril de 2024 |    |                         | 4 de mayo de 2024-19 de mayo de 2024 | 4 de mayo de 2024-19 de mayo de 2024 | 4 de mayo de 2024-19 de mayo de 2024 | 4 de mayo de 2024-19 de mayo de 2024 | 4 de mayo de 2024-19 de mayo de 2024 |   |                         |       |       |       |       |       |  |
|  |                     |                                   |                     |                                   |                     |    |                         |                                      |                                      |                                      |                                      |                                      |   |                         |       |       |       |       |       |  |
|  |                     |                                   |                     |                                   |                     |    |                         |                                      |                                      |                                      |                                      |                                      |   |                         |       |       |       |       |       |  |
|  | 1                   | Atticgo Balonmano Elche           | 33                  | 25                                |                     |    |                         |                                      |                                      |                                      |                                      |                                      |   |                         |       |       |       |       |       |  |
|  | 1                   | Atticgo Balonmano Elche           | 33                  | 25                                |                     |    |                         |                                      |                                      |                                      |                                      |                                      |   |                         |       |       |       |       |       |  |
|  | 8                   | Replasa Beti Onak                 | 26                  | 22                                |                     |    |                         |                                      |                                      |                                      |                                      |                                      |   |                         |       |       |       |       |       |  |
|  | 8                   | Replasa Beti Onak                 | 26                  | 22                                |                     | 1  | Atticgo Balonmano Elche | 26                                   | 30                                   | 7                                    |                                      |                                      |   |                         |       |       |       |       |       |  |
|  |                     |                                   |                     |                                   |                     | 1  | Atticgo Balonmano Elche | 26                                   | 30                                   | 7                                    |                                      |                                      |   |                         |       |       |       |       |       |  |
|  |                     |                                   | 4                   | Conservas Orbe Rubensa BM Porriño | 27                  | 19 | 3                       |                                      |                                      |                                      |                                      |                                      |   |                         |       |       |       |       |       |  |
|  | 4                   | Conservas Orbe Rubensa BM Porriño | 4                   | Conservas Orbe Rubensa BM Porriño | 27                  | 19 | 3                       | 30                                   | 29                                   |                                      |                                      |                                      |   |                         |       |       |       |       |       |  |
|  | 4                   | Conservas Orbe Rubensa BM Porriño |                     |                                   |                     |    |                         |                                      |                                      |                                      |                                      |                                      |   |                         |       |       |       |       |       |  |
|  | 5                   | Mecalia Atlético Guardes          | 29                  | 29                                |                     |    |                         |                                      |                                      |                                      |                                      |                                      |   |                         |       |       |       |       |       |  |
|  | 5                   | Mecalia Atlético Guardes          | 29                  | 29                                |                     |    |                         |                                      |                                      |                                      |                                      |                                      | 1 | Atticgo Balonmano Elche | 26    | 27    |       |       |       |  |
|  |                     |                                   |                     |                                   |                     |    |                         |                                      |                                      |                                      |                                      |                                      | 1 | Atticgo Balonmano Elche | 26    | 27    |       |       |       |  |
|  |                     |                                   | 3                   | Super Amara Bera Bera             | 30                  | 27 |                         |                                      |                                      |                                      |                                      |                                      |   |                         |       |       |       |       |       |  |
|  | 2                   | Costa del Sol Málaga              | 3                   | Super Amara Bera Bera             | 30                  | 27 | 25                      | 27                                   |                                      |                                      |                                      |                                      |   |                         |       |       |       |       |       |  |
|  | 2                   | Costa del Sol Málaga              |                     |                                   |                     |    |                         |                                      |                                      |                                      |                                      |                                      |   |                         |       |       |       |       |       |  |
|  | 7                   | KH-7 BM. Granollers               | 25                  | 19                                |                     |    |                         |                                      |                                      |                                      |                                      |                                      |   |                         |       |       |       |       |       |  |
|  | 7                   | KH-7 BM. Granollers               | 25                  | 19                                |                     | 2  | Costa del Sol Málaga    | 21                                   | 28                                   | 4                                    |                                      |                                      |   |                         |       |       |       |       |       |  |
|  |                     |                                   |                     |                                   |                     | 2  | Costa del Sol Málaga    | 21                                   | 28                                   | 4                                    |                                      |                                      |   |                         |       |       |       |       |       |  |
|  |                     |                                   | 3                   | Super Amara Bera Bera             | 22                  | 27 | 5                       |                                      |                                      |                                      |                                      |                                      |   |                         |       |       |       |       |       |  |
|  | 3                   | Super Amara Bera Bera             | 3                   | Super Amara Bera Bera             | 22                  | 27 | 5                       | 34                                   | 27                                   |                                      |                                      |                                      |   |                         |       |       |       |       |       |  |
|  | 3                   | Super Amara Bera Bera             |                     |                                   |                     |    |                         |                                      |                                      |                                      |                                      |                                      |   |                         |       |       |       |       |       |  |
|  | 6                   | Caja Rural Aula Valladolid        | 27                  | 23                                |                     |    |                         |                                      |                                      |                                      |                                      |                                      |   |                         |       |       |       |       |       |  |
|  | 6                   | Caja Rural Aula Valladolid        | 27                  | 23                                |                     |    |                         |                                      |                                      |                                      |                                      |                                      |   |                         |       |       |       |       |       |  |
|  |                     |                                   |                     |                                   |                     |    |                         |                                      |                                      |                                      |                                      |                                      |   |                         |       |       |       |       |       |  |

### Cuartos de final[6]

#### Ida
| 18 de abril de 2024 | Replasa Beti Onak | 26-33   | Atticgo Balonmano Elche | Polideportivo Municipal Hermanos Induráin, Villava    |                                                       |
| 21:00               |                   | Reporte |                         | Árbitro(s): Yon Bustamante López, Javier Álvarez Mata | Árbitro(s): Yon Bustamante López, Javier Álvarez Mata |

| 21 de abril de 2024 | KH-7 BM. Granollers | 25-25   | Costa del Sol Málaga | Palacio de Deportes de Granollers, Granollers               |                                                             |
| 18:00               |                     | Reporte |                      | Árbitro(s): Jose Carlos Friera Cavada, Andrés Rosendo López | Árbitro(s): Jose Carlos Friera Cavada, Andrés Rosendo López |

| 21 de abril de 2024 | Caja Rural Aula Valladolid | 27-34   | Super Amara Bera Bera | Polideportivo Huerta del Rey, Valladolid                                  |                                                                           |
| 21:00               |                            | Reporte |                       | Árbitro(s): Antonio Javier García del Salto, Jose Antonio Huertas Herador | Árbitro(s): Antonio Javier García del Salto, Jose Antonio Huertas Herador |

| 21 de abril de 2024 | Mecalia Atlético Guardes | 29-30   | Conservas Orbe Rubensa BM Porriño | Pabellón Municipal de A Sangriña, La Guardia (Pontevedra) |                                                          |
| 12:30               |                          | Reporte |                                   | Árbitro(s): Luis Colmenero Guillén, Victor Rollán Martín  | Árbitro(s): Luis Colmenero Guillén, Victor Rollán Martín |

#### Vuelta
| 30 de abril de 2024 | Atticgo Balonmano Elche | 25-22   | Replasa Beti Onak | Pabellón Municipal Esperanza Lag, Elche                        |                                                                |
| 20:00               |                         | Reporte |                   | Árbitro(s): Miguel Martín Soria Fabian, Jesus Álvarez Menéndez | Árbitro(s): Miguel Martín Soria Fabian, Jesus Álvarez Menéndez |

| 27 de abril de 2024 | Costa del Sol Málaga | 27-19   | KH-7 BM. Granollers | Pabellón José Luis Pérez Canca, Málaga                 |                                                        |
| 18:00               |                      | Reporte |                     | Árbitro(s): Tania Rodríguez Estevez, Lorena García Gil | Árbitro(s): Tania Rodríguez Estevez, Lorena García Gil |

| 27 de abril de 2024 | Super Amara Bera Bera | 27-23   | Caja Rural Aula Valladolid | Polideportivo Municipal José Antonio Gasca, San Sebastián |                                                           |
| 18:00               |                       | Reporte |                            | Árbitro(s): Roland Sánches Bordetas, Josep Millán Cazorla | Árbitro(s): Roland Sánches Bordetas, Josep Millán Cazorla |

| 28 de abril de 2024 | Conservas Orbe Rubensa BM Porriño | 29-29 | Mecalia Atlético Guardes | Polideportivo Municipal de Porriño, Porriño                  |                                                              |
| 14:00               |                                   |       |                          | Árbitro(s): Jose Alberto Macías de Paz, Ernesto Ruíz Vergara | Árbitro(s): Jose Alberto Macías de Paz, Ernesto Ruíz Vergara |

### Semifinales

#### Ida
| 04 de mayo de 2024 | Super Amara Bera Bera | 22-21   | Costa del Sol Málaga | Polideportivo Municipal José Antonio Gasca, San Sebastián    |                                                              |
| 19:00              |                       | Reporte |                      | Árbitro(s): Andreu Marín Lorente e Ignacio García Serradilla | Árbitro(s): Andreu Marín Lorente e Ignacio García Serradilla |

| 04 de mayo de 2024 | Conservas Orbe Rubensa BM Porriño | 26-27 | Atticgo Balonmano Elche | Polideportivo Municipal de Porriño, Porriño               |                                                           |
| 16:30              |                                   |       |                         | Árbitro(s): Luís Colmenero Guillén y Victor Rollán Martín | Árbitro(s): Luís Colmenero Guillén y Victor Rollán Martín |

#### Vuelta
| 19 de mayo de 2024 | Costa del Sol Málaga | 28-27 (4-5 t. s.) | Super Amara Bera Bera | Pabellón José Luis Pérez Canca, Málaga                         |                                                                |
| 18:00              |                      |                   |                       | Árbitro(s): Jorge Escudero Santiuste, Jesus Escudero Santiuste | Árbitro(s): Jorge Escudero Santiuste, Jesus Escudero Santiuste |

| 18 de mayo de 2024 | Atticgo Balonmano Elche | 30-19 (7-3 t. s.) | Conservas Orbe Rubensa BM Porriño | Polideportivo Municipal de Porriño, Porriño |  |

### Final
| 29 de abril de 2024 | Super Amara Bera Bera | 30-26   | Atticgo Balonmano Elche | Polideportivo Municipal José Antonio Gasca, San Sebastián |                                                       |
| 19:30               |                       | Reporte |                         | Árbitro(s): Yon Bustamante López, Javier Álvarez Mata     | Árbitro(s): Yon Bustamante López, Javier Álvarez Mata |

| 01 de junio de 2024 | Atticgo Balonmano Elche | 27-27 | Super Amara Bera Bera | Pabellón Municipal Esperanza Lag, Elche               |                                                       |
| 18:15               |                         |       |                       | Árbitro(s): Yon Bustamante López, Javier Álvarez Mata | Árbitro(s): Yon Bustamante López, Javier Álvarez Mata |

### Clasificación final
|    | Equipo                         | Trofeo                  |
| -- | ------------------------------ | ----------------------- |
| 1  | Super Amara Bera Bera          | Campeón de liga + EHFEL |
| 2  | Atticgo Balonmano Elche        | EHFEL                   |
| 3  | Costa del Sol Málaga           | EHFEC                   |
| 4  | Conservas Orbe Rubensa Porriño | EHFEC                   |
| 5  | Caja Rural Aula Valladolid     | EHFEC                   |
| 6  | Mecalia Atlético Guardes       |                         |
| 7  | Replasa Beti Onak              |                         |
| 8  | KH-7 BM. Granollers            |                         |
| 9  | Rocasa Gran Canaria            |                         |
| 10 | Motive.co Gijón                |                         |
| 11 | Elda Prestigio                 |                         |
| 12 | Lobas Global Atac Oviedo       | DESC                    |

## Grupo por el descenso
A falta de 3 jornadas se certificó el descenso del Lobas Global Atac Oviedo.
|                                          | Equipo                   | Puntos | J  | G | E | P  | GF  | GC  | DG  |
| ---------------------------------------- | ------------------------ | ------ | -- | - | - | -- | --- | --- | --- |
| 1                                        | Rocasa Gran Canaria      | 18     | 12 | 9 | 0 | 3  | 324 | 278 | 46  |
| 2                                        | Motive.co Gijón          | 14     | 12 | 7 | 0 | 5  | 299 | 283 | 16  |
| 3                                        | Elda Prestigio           | 12     | 12 | 6 | 0 | 6  | 306 | 314 | -8  |
| 4                                        | Lobas Global Atac Oviedo | 4      | 12 | 2 | 0 | 10 | 284 | 338 | -54 |
| Fuente: Federación Española de Balonmano |                          |        |    |   |   |    |     |     |     |

### Tabla de resultados
|                                          | Elda Prestigio | Rocasa Gran Canaria | Motive.co Gijón | Lobas Global Atac Oviedo |
| ---------------------------------------- | -------------- | ------------------- | --------------- | ------------------------ |
| Elda Prestigio                           | -              | 29-26               | 25-28           | 28-27                    |
| Rocasa Gran Canaria                      | 26-20          | -                   | 23-22           | 30-22                    |
| Motive.co Gijón                          | 22-21          | 26-23               | -               | 30-23                    |
| Lobas Global Atac Oviedo                 | 21-25          | 22-36               | 25-24           | -                        |
| Fuente: Federación Española de Balonmano |                |                     |                 |                          |

## Premios individuales
Durante la temporada se elige a la "Guerrera de la Jornada" que se anuncia tras una primera criba de seis jugadoras contra otras seis, elegidas en cada partido.
| Jornada | Jugadora           | Posición      | Equipo                              |
| ------- | ------------------ | ------------- | ----------------------------------- |
| 1       | No se anunció      | No se anunció | No se anunció                       |
| 2       | No se anunció      | No se anunció | No se anunció                       |
| 3       | Lucía Prades       | Guardameta    | Elda Prestigio                      |
| 4       | Merche Castellanos | Guardameta    | Costa del Sol Málaga                |
| 5       | Jimena Laguna      | Lateral       | Caja Rural Aula Cultural Valladolid |
| 6       | Elke Karsten       | Lateral       | Super amara Bera Bera               |
| 7       | Lorena Téllez      | Lateral       | Caja Rural Aula Cultural Valladolid |
| 8       | No se anunció      |               |                                     |
| 9       | Silvia Arderius    | Central       | Costa del Sol Málaga                |
| 10      | Giulia Guarieiro   | Lateral       | KH-7 Granollers                     |
| 11      | No se anunció      |               |                                     |
| 12      | Bea Escribano      | Central       | Elda Prestigio                      |
| 13      | Jimena Laguna      | Lateral       | Caja Rural Aula Cultural Valladolid |
| 14      | María O'Mullony    | Lateral       | Caja Rural Aula Cultural Valladolid |
| 15      | Eider Poles        | Lateral       | Rocasa Gran Canaria                 |
| 16      | Giulia Guarieiro   | Lateral       | KH-7 Granollers                     |
| 17      | Elba Álvarez       | Central       | Caja Rural Aula Cultural Valladolid |
| 18      | Olaia Luzuriaga    | Portera       | Replasa Beti Onak                   |
| 19      | Carmen Arroyo      | Lateral       | Super amara Bera Bera               |
| 20      | Ania Ramos         | Extremo       | Mecalia Atl. Guardes                |
| 21      | Marta Mera         | Portera       | KH-7 BM Granollers                  |
| 22      | Esther Arrojería   | Central       | Super amara Bera Bera               |
| PD      | Larissa Da Silva   | Lateral       | Rocasa Gran Canaria                 |
| 1/4     | Paulina Pérez      | Lateral       | Conservas Orbe Rubensa Bm. Porriño  |
| 1/2     | Mariane Fernades   | Lateral       | Super amara Bera Bera               |

### MVP
Tras la final se designó la jugadora más valiosa (MVP) y el equipo ideal de la temporada 2023-24 según los votos de los aficionados y de los entrenadores de la Iberdrola. 
| Posición                                                             | Jugadora                | Equipo                              |
| -------------------------------------------------------------------- | ----------------------- | ----------------------------------- |
| MVP                                                                  | Danila So Delgado       | atticgo Balonmano Elche             |
| Central                                                              | Silvia Arderius         | Costa del Sol Málaga                |
| Portera                                                              | Nicole Morales          | atticgo Balonmano Elche             |
| Lateral izquierda                                                    | María Prieto O'Mullony  | Caja Rural Aula Cultural Valladolid |
| Lateral derecho                                                      | Danila So Delgado       | atticgo Balonmano Elche             |
| Pivote                                                               | Lyndie Tchaptchet       | Super amara Bera Bera               |
| Extremo izquierdo                                                    | Sole López              | Costa del Sol Málaga                |
| Extremo derecho                                                      | Maitane Etxeberria      | Super amara Bera Bera               |
| Mejor defensora                                                      | Maitane Etxeberria      | Super amara Bera Bera               |
| Máxima goleadora                                                     | María Prieto O'Mullony* | Caja Rural Aula Cultural Valladolid |
| Joven promesa                                                        | Eider Poles             | Rocasa Gran Canaria                 |
| Mejor técnico                                                        | Imanol Álvarez          | Super amara Bera Bera               |
| * Se contabiliza la fase regular para el trofeo de máxima goleadora. |                         |                                     |